# Horst Hörnlein
Horst Hörnlein (ur. 31 maja 1945 w Möhrenbach) – niemiecki saneczkarz reprezentujący NRD, mistrz olimpijski, wielokrotny medalista mistrzostw świata i Europy.

## Kariera
W dwójkach startował najpierw w parze z Rolfem Fuchsem, wspólnie zostali brązowymi medalistami mistrzostw świata w Davos w 1965 roku. Później jego partnerem został Reinhard Bredow i na przełomie lat 60. i 70. należeli do ścisłej światowej czołówki. Ich największymi sukcesami były złote medale igrzysk olimpijskich w Sapporo (1972, ex aequo z włoskim duetem Paul Hildgartner-Walter Plaikner) oraz mistrzostw świata w Oberhofie. Ponadto na mistrzostwach świata w Königssee (1969) był drugi, a podczas mistrzostw świata w Königssee (1970) i mistrzostw świata w Olang (1971) zajmował trzecie miejsce. Zdobył też cztery medale mistrzostw Europy: złoty w dwójkach i brązowy w jedynkach na ME w Hammarstrand (1970), zloty w jedynkach na ME w Imst (1971) i złoty w dwójkach podczas ME w Königssee (1972).